# Gongbusaurus
Gongbusaurus („ještěr básníka Tu Fu“) byl rod vývojově primitivního ptakopánvého dinosaura, který žil v období svrchní jury (věk oxford, asi před 160 až 157 miliony let) na území dnešní Číny (provincie S’-čchuan).

## Popis
Fosilie tohoto malého býložravého dinosaura byly objeveny v sedimentech souvrství Ša-si-miao (angl. Shaximiao), pocházející z období svrchní jury. Tento malý, po dvou běhající dinosaurus dosahoval délka zhruba 1,5 metru a hmotnosti kolem 20 kg. Zatím nicméně není jisté, zda se jedná o platný taxon, nebo zda jde o nomen dubium (pochybné vědecké jméno). Pravděpodobně se jednalo o ornitopoda, v úvahu však přichází i zařazení mezi vývojově primitivní stegosaury nebo ankylosaury.
Stejným druhem mohl být dinosaurus, neformálně označený jako "Eugongbusaurus".